# Unió Esportiva Collera (femení)
La Unió Esportiva Collera de futbol femení (en castellà i oficialment Unión Deportiva Collerense) va néixer l'any 1999 a Palma (Mallorca, Illes Balears). Té la seu a Es Coll d'en Rabassa.
Des de la temporada 2008-09 juga a la Primera Divisió (antiga Superlliga), màxima categoria de la lliga espanyola de futbol femení. L'equip juega els seus partits en el Camp Municipal Coll d'en Rebassa de Palma, més conegut com a Ca'n Caimari, un camp de gespa artificial amb capacitat per a 1.000 espectadors.
L'equip, format el 1999, la temporada 2008-09 l'equip finalitza en primera posició en el seu grup de Primera Nacional guanyant els 26 partits de lliga, un fet insòlit. A la fase d'ascens guanya per 4-1 l'Oiartzun Kirol Elkartea a Palma i per 0-1 a la Unión Deportiva Tacuense a Tenerife, aconseguint l'ascens a Superlliga. Des de llavors, el Club va marcar-se la permanència com a principal objectiu, aconseguint-lo cada temporada sense passar massa angúnies. La temporada 2012-13 la UE Collera femení va aconseguir la permanència per quart any consecutiu a la màxima categoria del futbol femení. De l'equip han sortit jugadores de primer nivell com Virginia Torrecilla, Mariona Caldentey, Patricia Guijarro, Patricia Mascaró, Maitane López i Rosita Herreros.

## Palmarès
- Primera Nacional (2a Categoria) (1): 2008-09 [1]
- Regional Mallorca (3a Categoria) (1): 2001-02 [1]